# Tweeasser

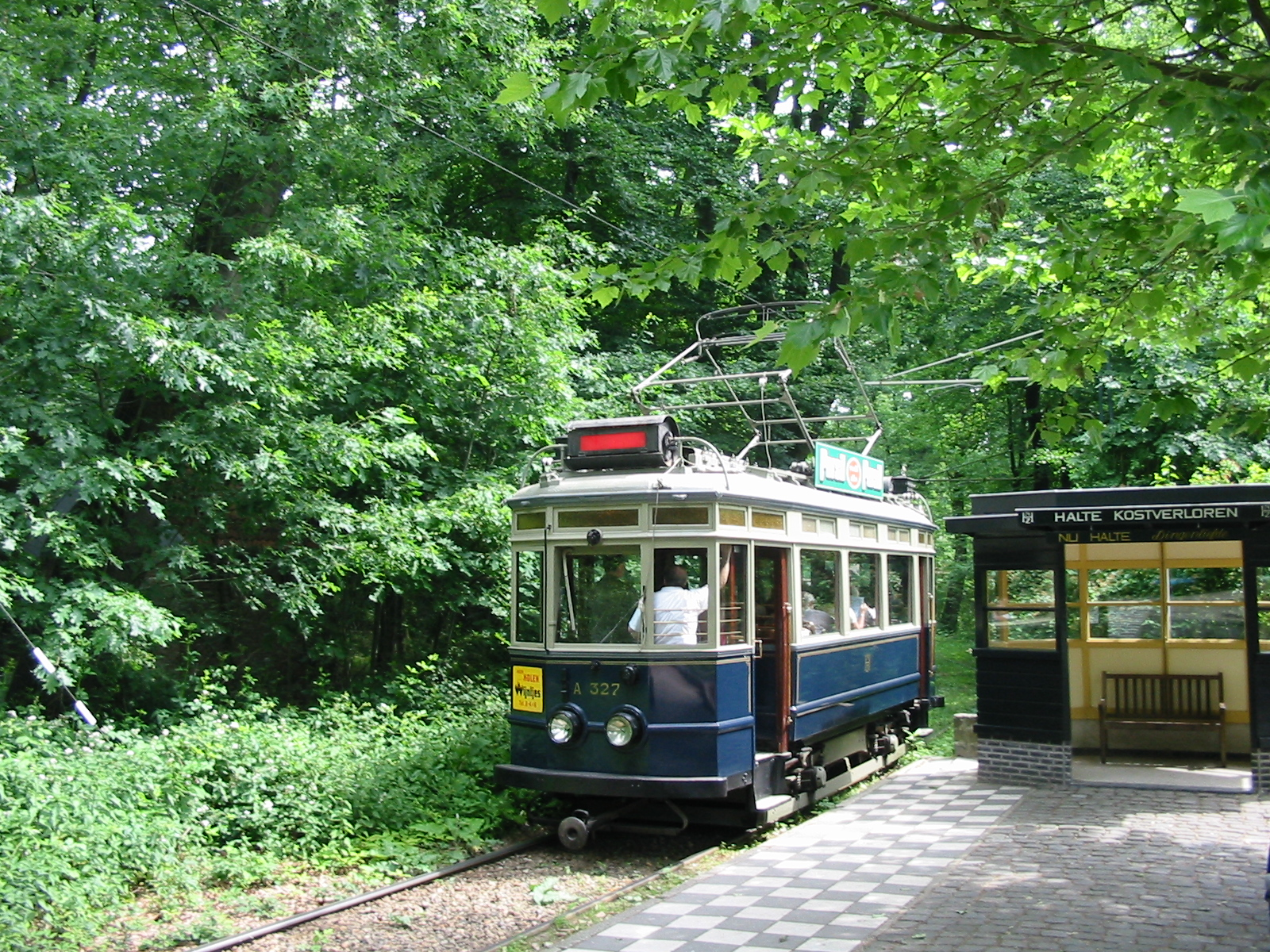
Museum tweeasser NZH A327.

Het woord tweeasser wordt voornamelijk in de spoor- en tramwegwereld gebruikt. Het geeft aan dat een railvoertuig op twee assen rust. De eerste trams, rijtuigen en goederenwagens in negentiende eeuw waren alle tweeassers.

## Overige trams zonder geleding
Rond 1900 verschenen er ook "vierassers" op straat. Hierbij rust de wagenbak veelal op twee draaistellen met elk twee assen. Draaistellen zijn over het algemeen in het midden van een draaipunt voorzien. Pas later kwamen er "drieassers" waarbij de wagenbak op drie losse assen rust. Meestal zijn de beide buitenste assen draaibaar en worden gestuurd door de middenas.

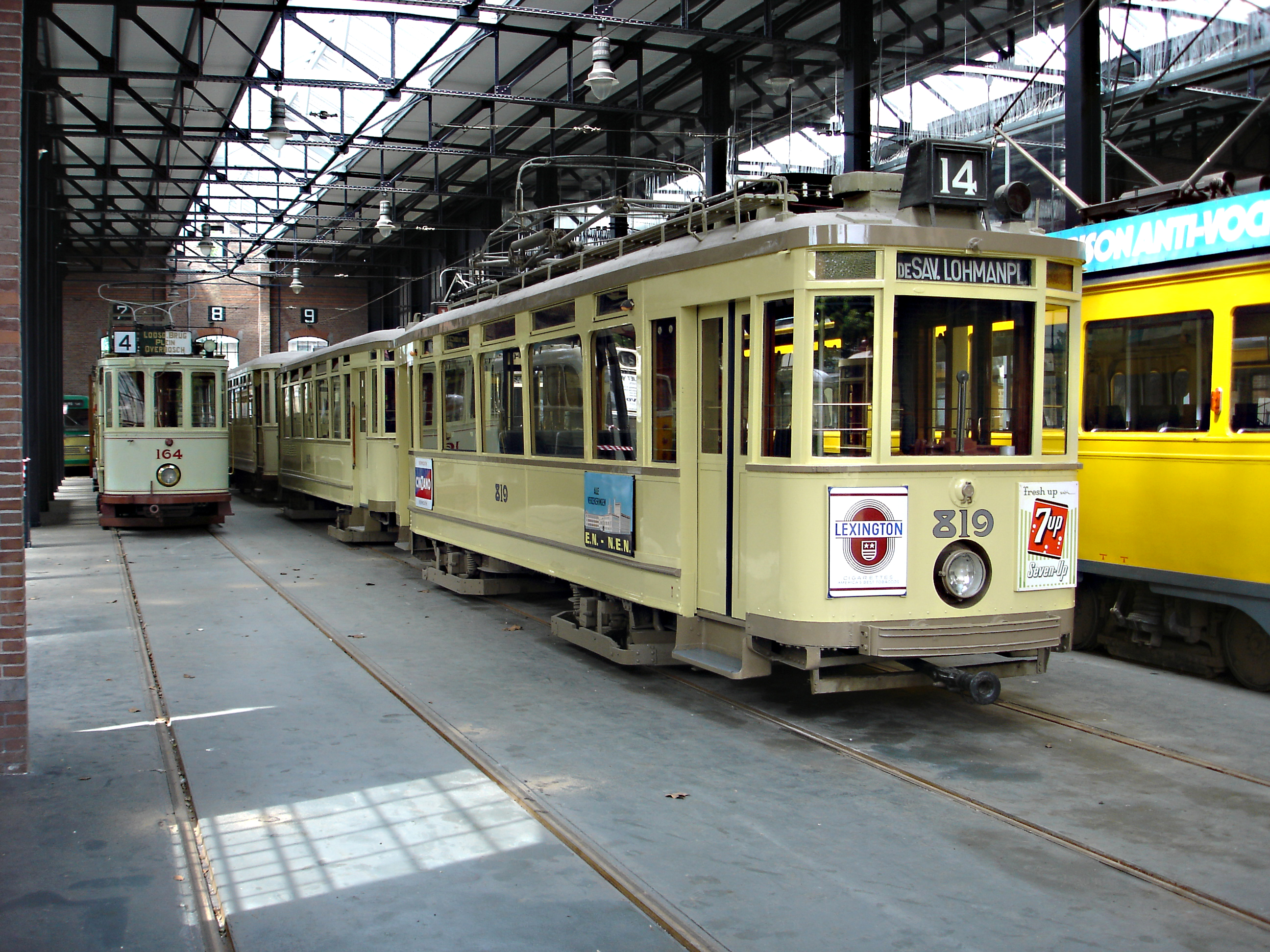
HTM tweeasser 819.

## Nadelen
Bij een tweeasser rust de wagenbak middels veerpakketten rechtstreeks op het onderstel (of de truck). Hierdoor worden bewegingen in bogen direct doorgegeven aan die wagenbak en zijn inzittenden. Rijeigenschappen zijn meestal nogal stug en schokkerig. Bij trams met meer dan twee assen of met draaistellen is het bochtenwerk door de zich in de boogstraal instellende wielen meestal rustiger.
De wielbasis van een tweeasser met een vast onderstel is relatief groot in vergelijking met de afstand tussen de assen van een draaistel. Hierdoor kan in krappe bochten de wielen van een tweeasser gaan wringen. Dit zorgt niet alleen voor geluidsoverlast maar ook een sterk verhoogde slijtage.
Ook de lengte van een tweeassig voertuig is beperkt. Bij langere voertuigen is het noodzakelijk om twee of meer draaistellen toe te passen. Zo niet, dan zou een heel lange wagenbak op een tweeassig onderstel zeer instabiel worden. In Den Haag zijn enkele lange tweeassers uit de serie 800 daarom met twee eenassige draaistellen uitgerust geweest.

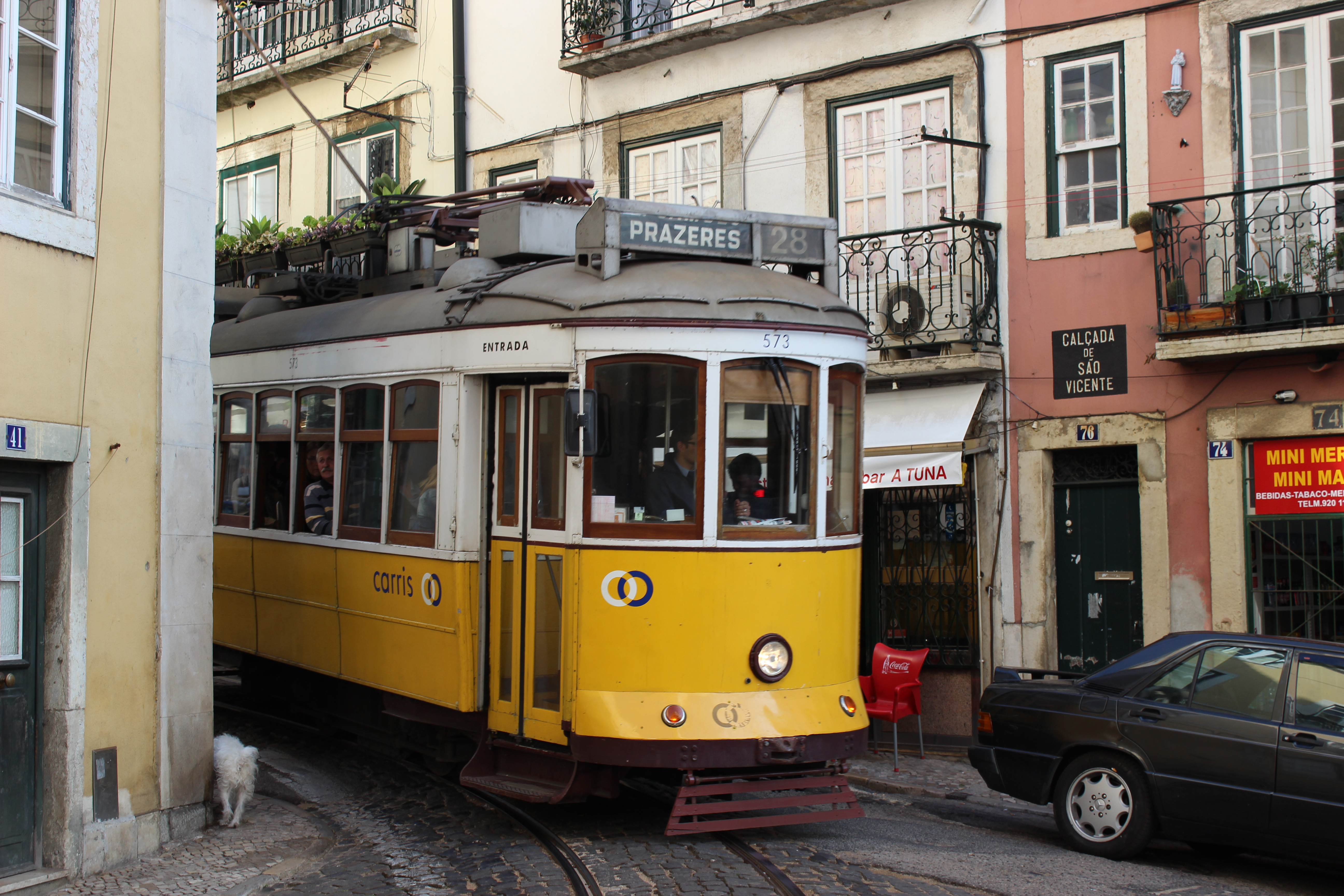
Een tram in Lissabon in reizigersdienst.

## In de 21e eeuw
Op grote schaal komen tweeassers nog maar op weinig plekken voor. Een bekende stad waar ze nog dagelijks het openbaar vervoer verzorgen is Lissabon. Het is hier een noodzaak omdat langere trams of zelfs autobussen moeilijk zijn te navigeren door de smalle straten met scherpe bochten en zeer steile hellingen. Op kleinere schaal rijden ze ook nog onder andere in Naumburg en op de toeristische lijnen in  Barcelona en Istanbul.